# Gosselming
Gosselming est une commune française située dans le département de la Moselle, en région Grand Est.
Cette commune se trouve dans la région historique de Lorraine et fait partie du pays de Sarrebourg.

## Géographie
| Saint-Jean-de-Bassel |            | Berthelming          |
|                      | Gosselming | Bettborn Oberstinzel |
| Haut-Clocher         |            | Dolving              |

La commune, dont la majorité du territoire est constitué de forêts, se situe à environ huit kilomètres au nord-ouest de Sarrebourg.

### Écarts et lieux-dits
Les deux hameaux de Alsing (Altzingen en 1526) et Bromsenhoff sont rattachés à la commune.

### Hydrographie
La commune est située dans le bassin versant du Rhin au sein du bassin Rhin-Meuse. Elle est drainée par la Sarre, le ruisseau le Landbach, le ruisseau de la Wassermatte et le ruisseau de l'Étang des Oiseaux.
La Sarre, d'une longueur totale de 129,2 km, est un affluent de la Moselle et donc un sous-affluent du Rhin, qui coule en Lorraine, en Alsace bossue et dans les Länder allemands de la Sarre (Saarland) et de Rhénanie-Palatinat (Rheinland-Pfalz).
Le Landbach, d'une longueur totale de 18,1 km, prend sa source dans la commune de Languimberg et se jette  dans la Sarre en limite de Gosselming et d'Oberstinzel, après avoir traversé neuf communes.

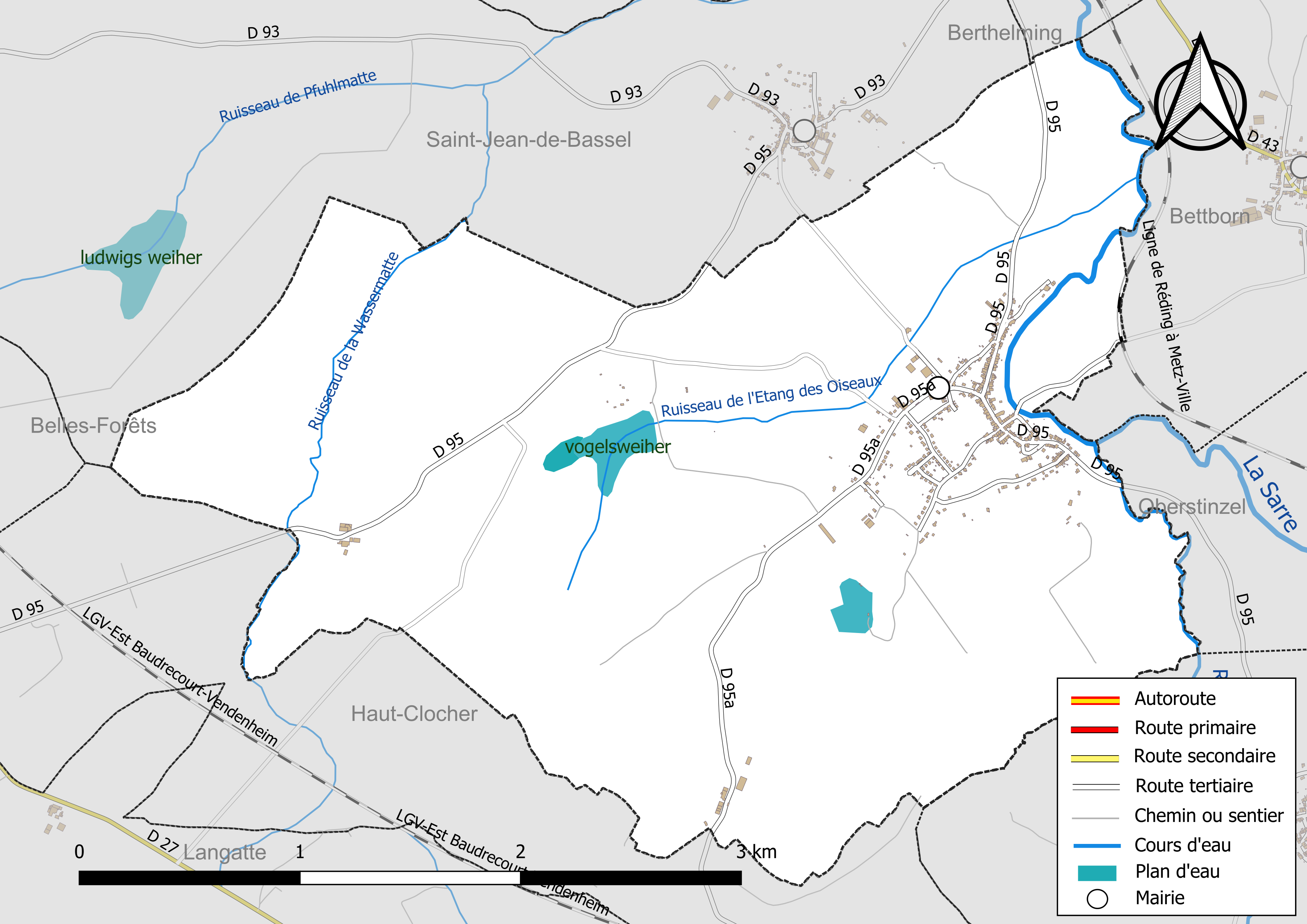
Réseaux hydrographique et routier de Gosselming.

La qualité des eaux des principaux cours d'eau de la commune, notamment de la Sarre et du ruisseau le Landbach, peut être consultée sur un site spécial géré par les agences de l'eau et l'Agence française pour la biodiversité. Ainsi en 2020, dernière année d'évaluation disponible en 2022, l'état écologique de la Sarre était jugé médiocre (orange).

### Climat
Pour des articles plus généraux, voir Climat du Grand Est et Climat de la Moselle.
En 2010, le climat de la commune est de type climat des marges montargnardes, selon une étude du Centre national de la recherche scientifique s'appuyant sur une série de données couvrant la période 1971-2000. En 2020, Météo-France publie une typologie des climats de la France métropolitaine dans laquelle la commune est exposée à un climat semi-continental et est dans la région climatique  Vosges, caractérisée par une pluviométrie très élevée (1 500 à 2 000 mm/an) en toutes saisons et un hiver rude (moins de 1 °C). 
Pour la période 1971-2000, la température annuelle moyenne est de 9,8 °C, avec une amplitude thermique annuelle de 16,9 °C. Le cumul annuel moyen de précipitations est de 902 mm, avec 12 jours de précipitations en janvier et 9,7 jours en juillet. Pour la période 1991-2020, la température moyenne annuelle observée sur la station météorologique de Météo-France la plus proche, « Nitting_sapc », sur la commune de Nitting à 14 km à vol d'oiseau, est de 10,4 °C et le cumul annuel moyen de précipitations est de 993,7 mm. 
La température maximale relevée sur cette station est de 37,9 °C, atteinte le 25 juillet 2019 ; la température minimale est de −19,4 °C, atteinte le 26 décembre 2010,,. 
Les paramètres climatiques de la commune ont été estimés pour le milieu du siècle (2041-2070) selon différents scénarios d'émission de gaz à effet de serre à partir des nouvelles projections climatiques de référence DRIAS-2020. Ils sont consultables sur un site spécial publié par Météo-France en novembre 2022.

## Urbanisme

### Typologie
Au 1er janvier 2024, Gosselming est catégorisée bourg rural, selon la nouvelle grille communale de densité à sept niveaux définie par l'Insee en 2022.
Elle est située hors unité urbaine. Par ailleurs la commune fait partie de l'aire d'attraction de Sarrebourg, dont elle est une commune de la couronne,. Cette aire, qui regroupe 87 communes, est catégorisée dans les aires de 50 000 à moins de 200 000 habitants,.

### Occupation des sols
L'occupation des sols de la commune, telle qu'elle ressort de la base de données européenne d’occupation biophysique des sols Corine Land Cover (CLC), est marquée par l'importance des territoires agricoles (76,6 % en 2018), en diminution par rapport à 1990 (77,9 %). La répartition détaillée en 2018 est la suivante : prairies (59,2 %), terres arables (17,4 %), forêts (16,3 %), zones urbanisées (4,5 %), milieux à végétation arbustive et/ou herbacée (2,6 %). L'évolution de l’occupation des sols de la commune et de ses infrastructures peut être observée sur les différentes représentations cartographiques du territoire : la carte de Cassini (XVIIIe siècle), la carte d'état-major (1820-1866) et les cartes ou photos aériennes de l'IGN pour la période actuelle (1950 à aujourd'hui).

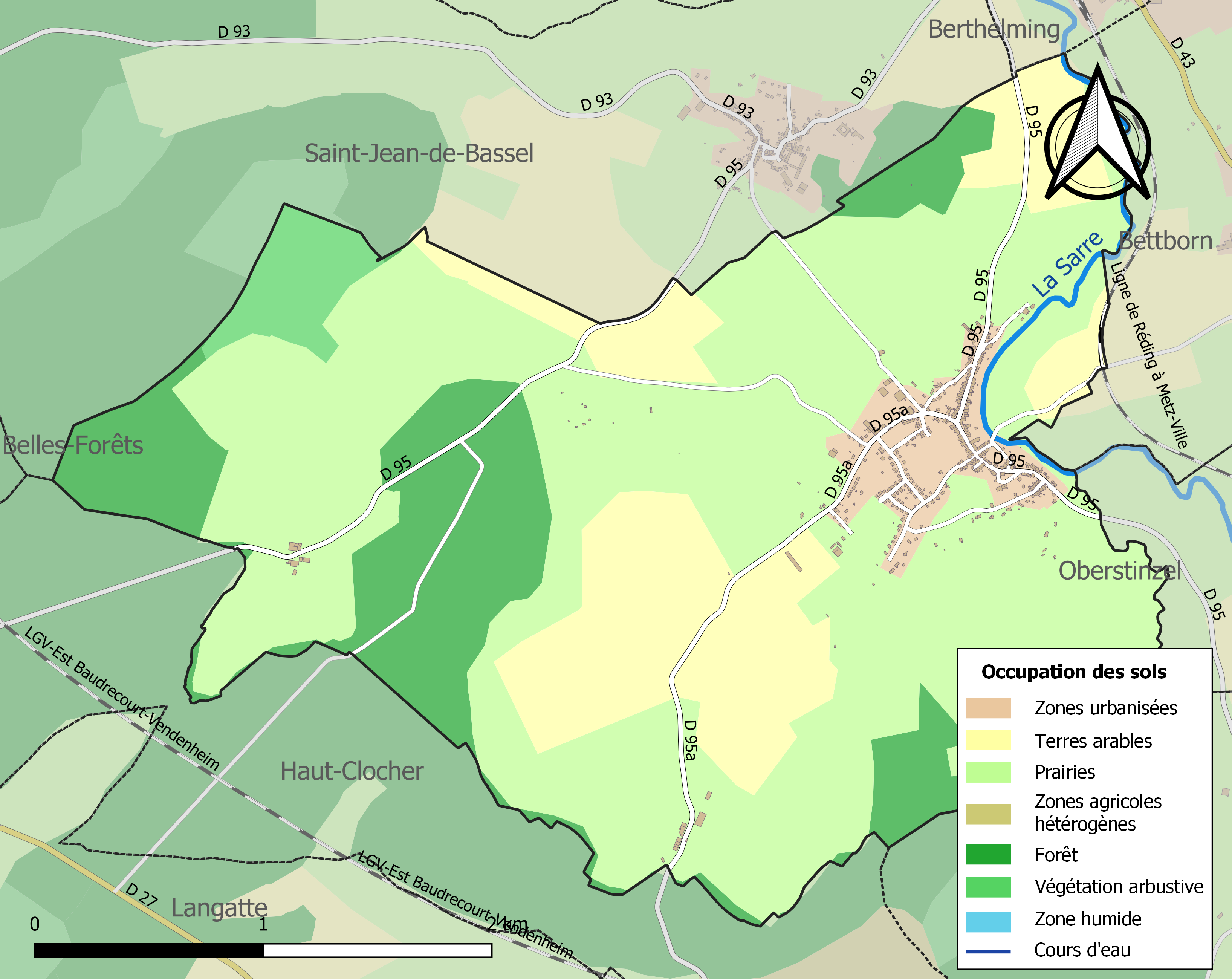
Carte des infrastructures et de l'occupation des sols de la commune en 2018 (CLC).

## Toponymie
La localité est citée au Moyen Âge pour la première fois sous la forme Gozhelminge.
Gocemenges et Goceming  (1213), Gosselmyngen et Gosselminga (1240), Gocelmingen (1268), Gosselmingen (1312), Gosselmyngen et Gosselmingen (XVe siècle), Gosselingen (1490), Gosselminguen (1555), Gossmingen (1559), Gosselmanges (1574), Goselingen (1751), Gosselming (1793), Gosselmingen (1871-1918 et 1940-1944).

## Histoire
Totalement détruite durant la guerre de Trente Ans. Partie du domaine épiscopal de Sarrebourg, donnée en fief aux seigneurs de Fénétrange, puis au duc de Lorraine. Le village est réuni au royaume de France depuis 1766.

## Politique et administration
| Période                                  | Période   | Identité         | Étiquette | Qualité |
| ---------------------------------------- | --------- | ---------------- | --------- | ------- |
| Les données manquantes sont à compléter. |           |                  |           |         |
| en 1846                                  |           | Antoine Dumont   |           |         |
| mars 1965                                | mars 1995 | Raymond Dietrich |           |         |
| mars 1995                                | mars 2001 | Gilbert Littner  |           |         |
| mars 2001                                | mai 2020  | Serge Hick       |           |         |
| mai 2020                                 | En cours  | Jacky Hick       |           |         |

## Démographie
L'évolution du nombre d'habitants est connue à travers les recensements de la population effectués dans la commune depuis 1793. Pour les communes de moins de 10 000 habitants, une enquête de recensement portant sur toute la population est réalisée tous les cinq ans, les populations de référence des années intermédiaires étant quant à elles estimées par interpolation ou extrapolation. Pour la commune, le premier recensement exhaustif entrant dans le cadre du nouveau dispositif a été réalisé en 2007.

En 2022, la commune comptait 571 habitants, en évolution de −3,87 % par rapport à 2016 (Moselle : +0,52 %, France hors Mayotte : +2,11 %).
| 1793 | 1800 | 1806 | 1821 | 1831 | 1836 | 1841 | 1846 | 1851 |
| ---- | ---- | ---- | ---- | ---- | ---- | ---- | ---- | ---- |
| 459  | 537  | 551  | 657  | 705  | 777  | 749  | 659  | 680  |

| 1856 | 1861 | 1871 | 1875 | 1880 | 1885 | 1890 | 1895 | 1900 |
| ---- | ---- | ---- | ---- | ---- | ---- | ---- | ---- | ---- |
| 599  | 644  | 626  | 609  | 599  | 574  | 537  | 545  | 503  |

| 1905 | 1910 | 1921 | 1926 | 1931 | 1936 | 1946 | 1954 | 1962 |
| ---- | ---- | ---- | ---- | ---- | ---- | ---- | ---- | ---- |
| 510  | 516  | 507  | 517  | 519  | 531  | 535  | 469  | 467  |

| 1968 | 1975 | 1982 | 1990 | 1999 | 2006 | 2007 | 2012 | 2017 |
| ---- | ---- | ---- | ---- | ---- | ---- | ---- | ---- | ---- |
| 444  | 476  | 486  | 526  | 536  | 604  | 614  | 603  | 587  |

| 2022 | - | - | - | - | - | - | - | - |
| ---- | - | - | - | - | - | - | - | - |
| 571  | - | - | - | - | - | - | - | - |

## Culture locale et patrimoine

### Lieux et monuments

#### Édifices civils
- Vestiges de villas romaines : urnes funéraires, tessons.

#### Édifices religieux
- Église Saint-Sévère 1813 : orgue XVIIIe siècle.
- Synagogue construite aux environs de 1802, cesse de fonctionner en 1933, située rue des Lauriers.

#### Cimetière Mennonites

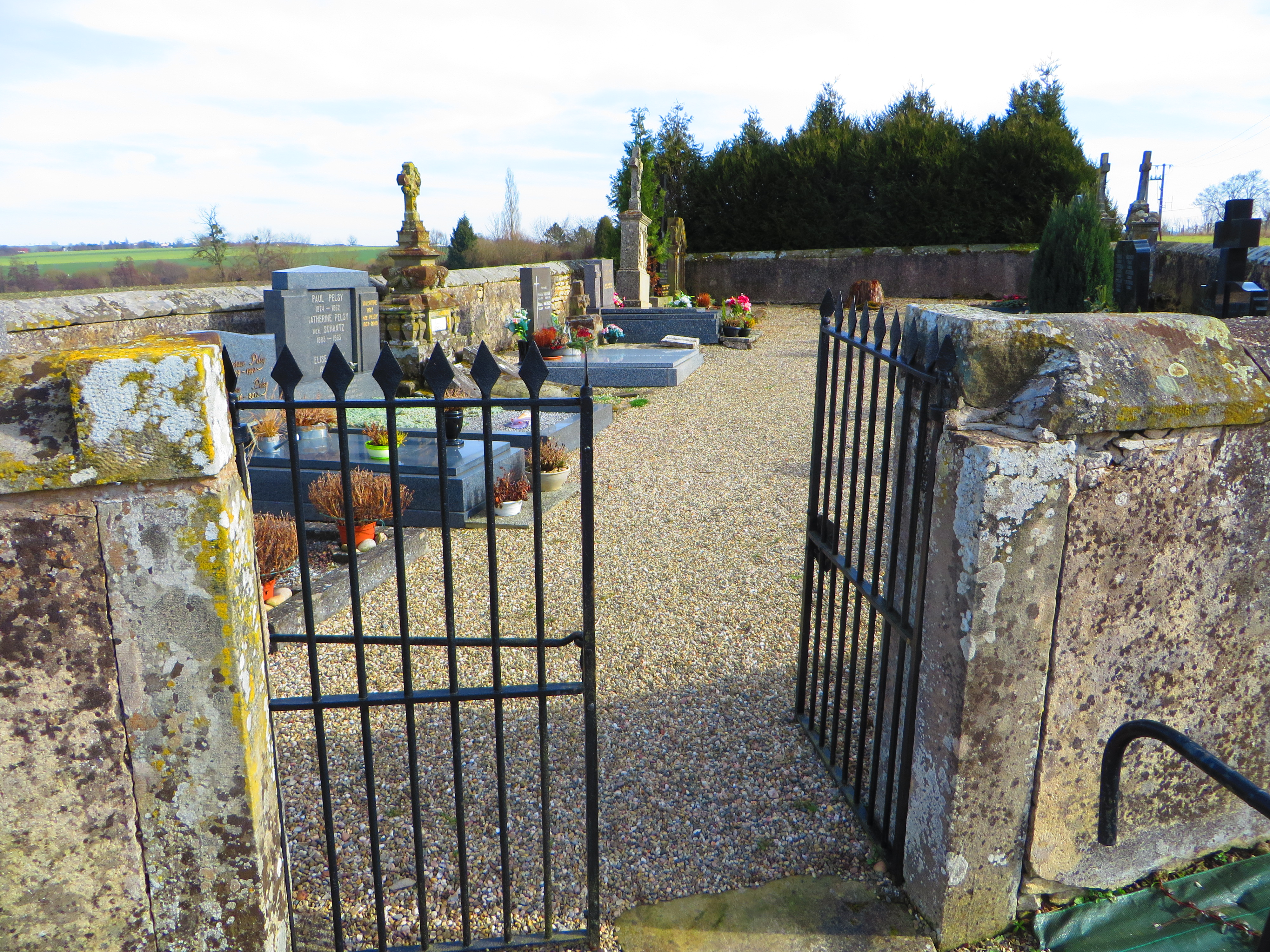
Cimetière mennonite.

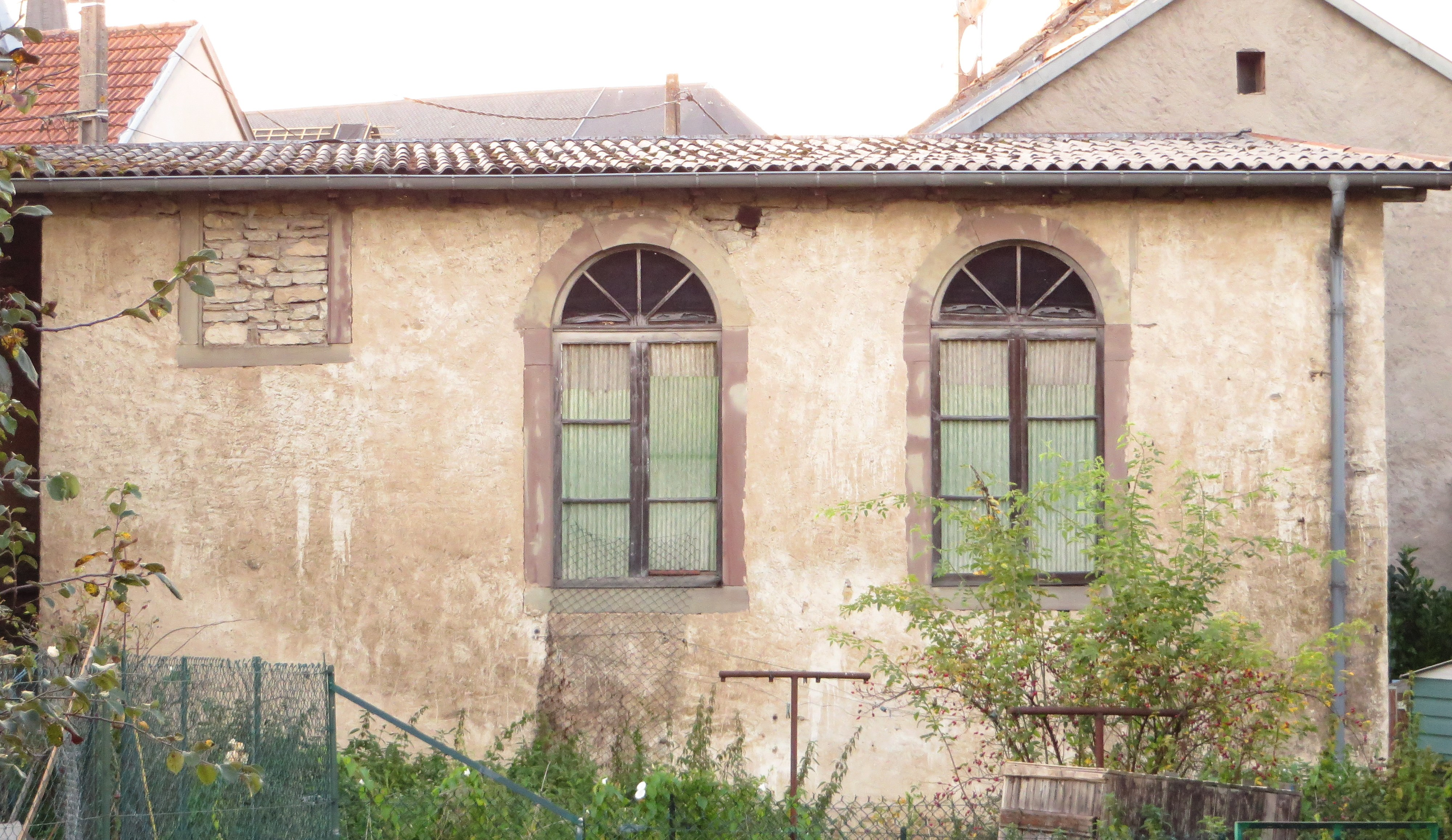
Ancienne synagogue.

- Ancien cimetière mennonite.

### Personnalités liées à la commune
- Antoine Villermin (1889-1914), instituteur et poète tué au combat de Gosselming le 20 août 1914. Son nom est inscrit au Panthéon parmi les 560 écrivains morts pour la France lors de la Première Guerre mondiale.

## Pour approfondir